# Wahlkreis Ravenna – Cervia
Der Wahlkreis Ravenna – Cervia war von 1993 bis 2005 ein Wahlkreis (italienisch collegio elettorale) für die Wahl der Abgeordnetenkammer.

## Wahlkreisgebiet
Der Wahlkreis umfasste den Teil der Gemeinde Ravenna, der aus Stadtgliederungen (Circoscrizioni) Centro Storico, San Biagio, Porta Nuova – Fiumi Uniti, Darsena, Anic – San Vittore, Castiglione und Marina di Ravenna bestand, sowie die Gemeinde Cervia. Die Stadtgliederungen San Rocco Montone, Sant’Alberto, Mezzano, Piangipane, Roncalceci und San Pietro in Vincoli gehörten zum Wahlkreis Ravenna – Lugo (zu dem auch 6 weitere Gemeinden gehörten).

## Wahlergebnisse

### Parlamentswahl 1994

#### Direktstimmen
| Kandidaten               | Kandidaten               | Parteien                                 | Stimmen | %    |
| ------------------------ | ------------------------ | ---------------------------------------- | ------- | ---- |
|                          | Giordano Angelinigewählt | Progressisti                             | 44.281  | 49,4 |
|                          | Filippo Donati           | Polo delle Libertà (FI – LN – CCD – UdC) | 22.035  | 24,6 |
|                          | Mauro Fantini            | Patto per l’Italia                       | 13.673  | 15,3 |
|                          | Severo Bignami           | Alleanza Nazionale                       | 6.039   | 6,7  |
|                          | Andrea Turchetti         | Lista Marco Pannella – Riformatori       | 3.575   | 4,0  |
| Gesamt                   | Gesamt                   | Gesamt                                   | 89.603  | 100  |
|                          |                          |                                          |         |      |
| Ungültige Stimmen        | Ungültige Stimmen        | Ungültige Stimmen                        | 4.111   | 4,4  |
| Wähler                   | Wähler                   | Wähler                                   | 93.714  | 93,1 |
| Wahlberechtigte          | Wahlberechtigte          | Wahlberechtigte                          | 100.633 |      |
|                          |                          |                                          |         |      |
| Quelle: Innenministerium |                          |                                          |         |      |

#### Listenstimmen
| Parteien                             | Parteien                        | Parteien                           | Stimmen | %    |
| ------------------------------------ | ------------------------------- | ---------------------------------- | ------- | ---- |
|                                      | Progressisti                    | Partito Democratico della Sinistra | 33.982  | 37,6 |
| Partito della Rifondazione Comunista | Progressisti                    | 5.118                              | 5,7     |      |
| Federazione dei Verdi                | Progressisti                    | 2.718                              | 3,0     |      |
| Alleanza Democratica                 | Progressisti                    | 1.616                              | 1,8     |      |
| Partito Socialista Italiano          | Progressisti                    | 988                                | 1,1     |      |
| La Rete                              | Progressisti                    | 696                                | 0,8     |      |
| ↳ Gesamt                             | Progressisti                    | 45.118                             | 49,9    |      |
|                                      | Polo delle Libertà              | Forza Italia                       | 15.869  | 17,5 |
| Lega Nord                            | Polo delle Libertà              | 4.085                              | 4,5     |      |
| ↳ Gesamt                             | Polo delle Libertà              | 19.954                             | 22,1    |      |
|                                      | Patto per l’Italia              | Patto Segni                        | 8.408   | 9,3  |
| Partito Popolare Italiano            | Patto per l’Italia              | 5.372                              | 5,9     |      |
| ↳ Gesamt                             | Patto per l’Italia              | 13.780                             | 15,2    |      |
|                                      | Alleanza Nazionale              | Alleanza Nazionale                 | 6.988   | 7,7  |
|                                      | Lista Marco Pannella            | Lista Marco Pannella               | 4.145   | 4,6  |
|                                      | Partito Democratico             | Partito Democratico                | 247     | 0,3  |
|                                      | Socialdemocrazia per le Libertà | Socialdemocrazia per le Libertà    | 217     | 0,2  |
| Gesamt                               | Gesamt                          | Gesamt                             | 90.449  | 100  |
|                                      |                                 |                                    |         |      |
| Ungültige Stimmen                    | Ungültige Stimmen               | Ungültige Stimmen                  | 3.269   | 3,5  |
| Wähler                               | Wähler                          | Wähler                             | 93.718  | 93,1 |
| Wahlberechtigte                      | Wahlberechtigte                 | Wahlberechtigte                    | 100.633 |      |
|                                      |                                 |                                    |         |      |
| Quelle: Innenministerium             |                                 |                                    |         |      |

### Parlamentswahl 1996

#### Direktstimmen
| Kandidaten               | Kandidaten               | Parteien            | Stimmen | %    |
| ------------------------ | ------------------------ | ------------------- | ------- | ---- |
|                          | Giordano Angelinigewählt | L’Ulivo             | 53.874  | 61,3 |
|                          | Gian Luigi Merloni       | Polo per le Libertà | 29.362  | 33,4 |
|                          | Luigi Nori               | Lega Nord           | 4.625   | 5,3  |
| Gesamt                   | Gesamt                   | Gesamt              | 87.861  | 100  |
|                          |                          |                     |         |      |
| Ungültige Stimmen        | Ungültige Stimmen        | Ungültige Stimmen   | 4.441   | 4,8  |
| Wähler                   | Wähler                   | Wähler              | 92.302  | 91,3 |
| Wahlberechtigte          | Wahlberechtigte          | Wahlberechtigte     | 101.066 |      |
|                          |                          |                     |         |      |
| Quelle: Innenministerium |                          |                     |         |      |

#### Listenstimmen
| Parteien                                          | Parteien                             | Parteien                             | Stimmen | %    |
| ------------------------------------------------- | ------------------------------------ | ------------------------------------ | ------- | ---- |
|                                                   | L’Ulivo                              | Partito Democratico della Sinistra   | 32.429  | 36,6 |
| Popolari per Prodi (PPI – SVP – PRI – UD – Prodi) | L’Ulivo                              | 8.055                                | 9,1     |      |
| Rinnovamento Italiano                             | L’Ulivo                              | 3.233                                | 3,6     |      |
| Federazione dei Verdi                             | L’Ulivo                              | 2.691                                | 3,0     |      |
| ↳ Gesamt                                          | L’Ulivo                              | 46.408                               | 52,4    |      |
|                                                   | Polo per le Libertà                  | Forza Italia                         | 15.103  | 17,0 |
| Alleanza Nazionale                                | Polo per le Libertà                  | 9.452                                | 10,7    |      |
| CCD – CDU                                         | Polo per le Libertà                  | 3.475                                | 3,9     |      |
| ↳ Gesamt                                          | Polo per le Libertà                  | 28.030                               | 31,6    |      |
|                                                   | Partito della Rifondazione Comunista | Partito della Rifondazione Comunista | 7.204   | 8,1  |
|                                                   | Lega Nord                            | Lega Nord                            | 3.783   | 4,3  |
|                                                   | Lista Pannella – Sgarbi              | Lista Pannella – Sgarbi              | 2.572   | 2,9  |
|                                                   | Fiamma Tricolore                     | Fiamma Tricolore                     | 360     | 0,4  |
|                                                   | Nuova Democrazia                     | Nuova Democrazia                     | 240     | 0,3  |
| Gesamt                                            | Gesamt                               | Gesamt                               | 88.597  | 100  |
|                                                   |                                      |                                      |         |      |
| Ungültige Stimmen                                 | Ungültige Stimmen                    | Ungültige Stimmen                    | 3.661   | 4,0  |
| Wähler                                            | Wähler                               | Wähler                               | 92.258  | 91,3 |
| Wahlberechtigte                                   | Wahlberechtigte                      | Wahlberechtigte                      | 101.066 |      |
|                                                   |                                      |                                      |         |      |
| Quelle: Innenministerium                          |                                      |                                      |         |      |

### Parlamentswahl 2001

#### Direktstimmen
| Kandidaten               | Kandidaten        | Parteien           | Stimmen | %    |
| ------------------------ | ----------------- | ------------------ | ------- | ---- |
|                          | Aldo Predagewählt | L’Ulivo            | 47.164  | 55,3 |
|                          | Luca Rosetti      | Casa delle Libertà | 30.880  | 36,2 |
|                          | Andrea Turchetti  | Lista Emma Bonino  | 3.112   | 3,7  |
|                          | Damiano Malla     | Lista Di Pietro    | 2.669   | 3,1  |
|                          | Linda Rubboli     | Democrazia Europea | 1.424   | 1,7  |
| Gesamt                   | Gesamt            | Gesamt             | 85.249  | 100  |
|                          |                   |                    |         |      |
| Ungültige Stimmen        | Ungültige Stimmen | Ungültige Stimmen  | 4.904   | 5,4  |
| Wähler                   | Wähler            | Wähler             | 90.153  | 88,9 |
| Wahlberechtigte          | Wahlberechtigte   | Wahlberechtigte    | 101.391 |      |
|                          |                   |                    |         |      |
| Quelle: Innenministerium |                   |                    |         |      |

#### Listenstimmen
| Parteien                               | Parteien                             | Parteien                             | Stimmen | %    |
| -------------------------------------- | ------------------------------------ | ------------------------------------ | ------- | ---- |
|                                        | L’Ulivo                              | Democratici di Sinistra              | 26.546  | 30,8 |
| La Margherita (Dem – PPI – RI – Udeur) | L’Ulivo                              | 13.099                               | 15,2    |      |
| Il Girasole (FdV – SDI)                | L’Ulivo                              | 1.664                                | 1,9     |      |
| Partito dei Comunisti Italiani         | L’Ulivo                              | 1.429                                | 1,7     |      |
| ↳ Gesamt                               | L’Ulivo                              | 42.738                               | 49,6    |      |
|                                        | Casa delle Libertà                   | Forza Italia                         | 21.504  | 25,0 |
| Alleanza Nazionale                     | Casa delle Libertà                   | 8.238                                | 9,6     |      |
| CCD – CDU                              | Casa delle Libertà                   | 1.535                                | 1,8     |      |
| Lega Nord                              | Casa delle Libertà                   | 1.368                                | 1,6     |      |
| Nuovo PSI                              | Casa delle Libertà                   | 650                                  | 0,8     |      |
| ↳ Gesamt                               | Casa delle Libertà                   | 33.295                               | 38,7    |      |
|                                        | Partito della Rifondazione Comunista | Partito della Rifondazione Comunista | 4.530   | 5,3  |
|                                        | Lista Di Pietro                      | Lista Di Pietro                      | 2.629   | 3,1  |
|                                        | Lista Emma Bonino                    | Lista Emma Bonino                    | 2.238   | 2,6  |
|                                        | Democrazia Europea                   | Democrazia Europea                   | 561     | 0,7  |
|                                        | Paese Nuovo                          | Paese Nuovo                          | 72      | 0,1  |
|                                        | Abolizione Scorporo                  | Abolizione Scorporo                  | 44      | 0,1  |
| Gesamt                                 | Gesamt                               | Gesamt                               | 86.107  | 100  |
|                                        |                                      |                                      |         |      |
| Ungültige Stimmen                      | Ungültige Stimmen                    | Ungültige Stimmen                    | 4.045   | 4,5  |
| Wähler                                 | Wähler                               | Wähler                               | 90.152  | 88,9 |
| Wahlberechtigte                        | Wahlberechtigte                      | Wahlberechtigte                      | 101.391 |      |
|                                        |                                      |                                      |         |      |
| Quelle: Innenministerium               |                                      |                                      |         |      |